# Panhard Dyna X
La Panhard Dyna X è un'autovettura di classe bassa prodotta dal 1948 al 1953 dalla casa automobilistica francese Panhard.

## Storia e profilo

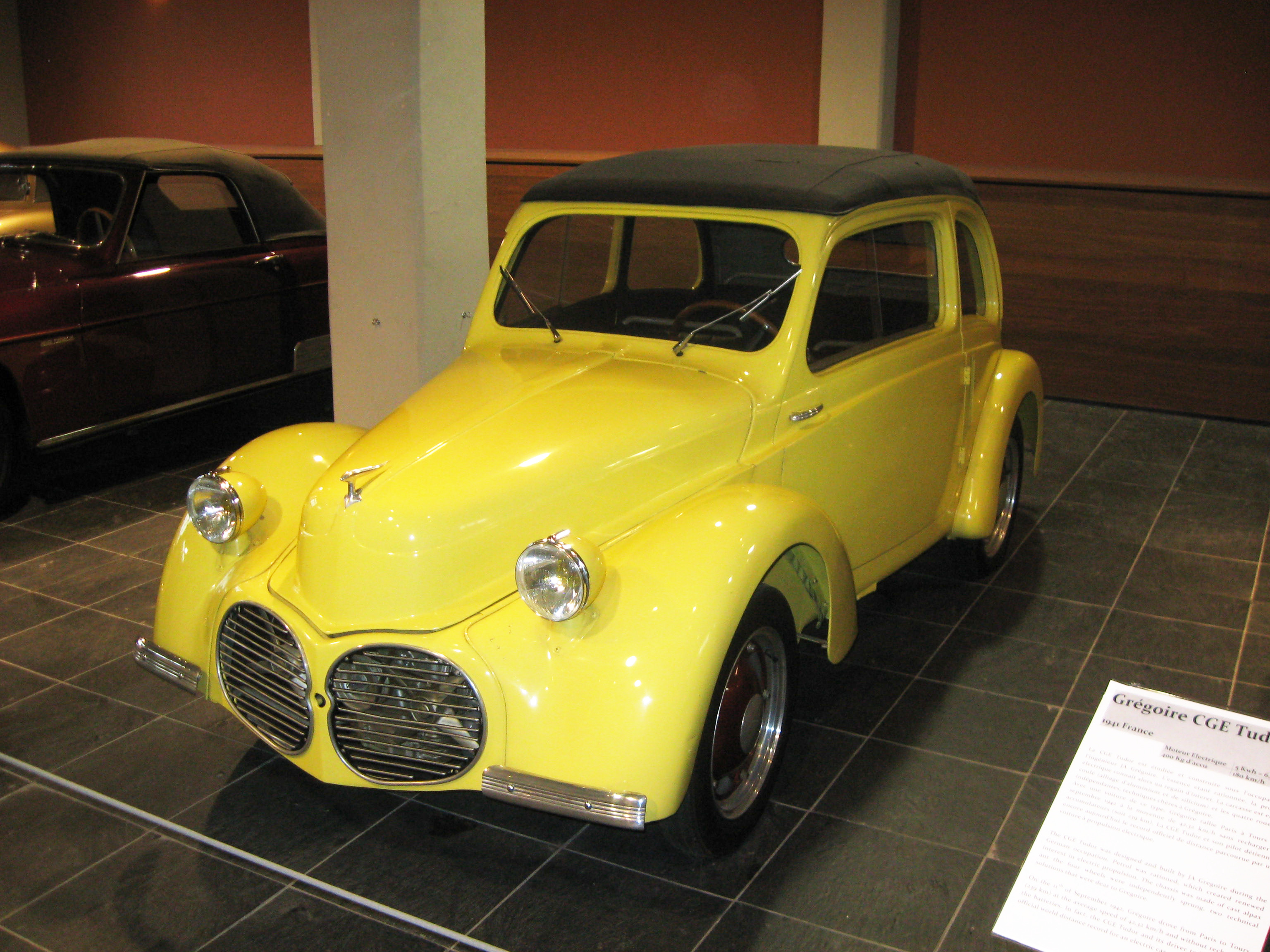
Prototipo AFG Gregoire del 1941

In realtà, la prima apparizione della Dyna X risale al Salone di Parigi del 1946, quando fu presentata come prototipo con il nome di Dyna, una piccola vettura popolare a trazione anteriore spinta da un 2 cilindri boxer in lega di alluminio da 610 cm³. L'anno seguente, la Casa francese acquista il brevetto per poter costruire una vettura tramite l'impiego di lamierati in lega leggera. L'idea era quella di lanciare la produzione in serie del prototipo Dyna. In realtà, il tutto faceva parte di un unico progetto, siglato AFG e partorito dalla mente vulcanica di un certo Jean-Albert Grégoire, un personaggio dalle straordinarie capacità inventive e dallo spiccato senso per l'innovazione in campo automobilistico. Comunque sia, il progetto va a buon fine e a partire dal 1948, la piccola vettura viene venduta come Dyna X, con pochissime differenze rispetto al prototipo del 1946.
La Dyna X era una vettura di dimensioni piuttosto generose per la fascia di mercato che andava a occupare: i suoi 3.82 m di lunghezza la avvicinavano maggiormente a vetture di classe superiore, ma il suo piccolo motore da 610 cm³ raffreddato ad aria e in grado di erogare 22 CV la poneva in concorrenza con vetture come la Renault 4CV, una dell sue più dirette rivali. L'impianto frenante si avvaleva di freni a tamburo sui due assi, mentre il cambio era manuale a 4 marce. Le sospensioni prevedevano invece ruote indipendenti e molle elicoidali all'avantreno e barre di torsione al retrotreno.
La linea era decisamente anticonformista, molto tondeggiante, con fari anteriori sporgenti.
La Dyna X era realizzata su un telaio tubolare e la carrozzeria, come già accennato, era in lega di alluminio, il che la rendeva più leggera e quindi più briosa nel comportamento stradale.
Era disponibile sia come berlina, sia come cabriolet e anche come giardinetta. Ma ben presto arrivò anche la versione furgonata.
Il pubblico, inizialmente perplesso a causa del forme inconsuete della vettura, finì poi per apprezzarla, in virtù delle sue doti di maneggevolezza ed economia d'esercizio. Anche le prestazioni erano più che buone per l'epoca: la Dyna X con motore da 610 cm³ raggiungeva i 110 km/h di velocità massima.
A partire dal 1950, la Dyna X ricevette un nuovo motore da 745 cm³, in grado di erogare 35 CV di potenza massima e di spingerla a 120 km/h di allungo. Nel 1952 le fu affiancata una nuova versione con motore da 851 cm³ e 40 CV di potenza massima. Queste due versioni arrivarono così fino al 1953, anno in cui la Dyna X fu tolta di produzione e venne sostituita dalla Dyna Z.